# Deutsche Gesellschaft für Allgemeinmedizin und Familienmedizin
Die Deutsche Gesellschaft für Allgemeinmedizin und Familienmedizin e. V. (DEGAM) ist eine in Bonn ansässige gemeinnützige Fachgesellschaft, die die fachlichen und wissenschaftlichen Interessen der Allgemeinmedizin und damit der Hausärzteschaft in Deutschland vertritt. Seit September 2019 ist Martin Scherer Präsident der wissenschaftlichen Fachgesellschaft. Die Bundesgeschäftsstelle befindet sich in Berlin. Die DEGAM hat Anfang des Jahres 2025 lt. der Website der Arbeitsgemeinschaft der Wissenschaftlichen Medizinischen Fachgesellschaften (AWMF) rund 7860 Mitglieder.

## Geschichte
Die Gesellschaft wurde am 12. Februar 1966 in Bad Godesberg u. a. von Hermann Kerger, der bis 1975 Erster Vorsitzender war, gegründet. Im April 2009 wurde in Frankfurt am Main durch Edmund Fröhlich eine Bundesgeschäftsstelle eingerichtet, die im November 2015 nach Berlin verlegt und 2020 mit weiteren fünf Organisationen aus dem Gesundheitswesen (u. a. dem EbM-Netzwerk und der DGSMP) zu einer Bürogemeinschaft weiterentwickelt wurde.
Im Frühjahr des Jahres 2012 wurde die DEGAM-Nachwuchsakademie zur Förderung des allgemeinmedizinischen Nachwuchses gegründet, in der in dreijährigen Programmen angehende Ärztinnen und Ärzte durch individuelles Coaching und Summerschoolprojekte für die Allgemeinmedizin begeistert werden sollen. Zudem können Medizinstudierende, die Interesse an der Allgemeinmedizin haben, kostenfrei Mitglied in der Fachgesellschaft werden. Für Studierende, die eine Praxis für ihre Famulatur in der Allgemeinmedizin suchen, wurde eine digitale Famulaturbörse eingerichtet, die Angebot und Nachfrage bundesweit strukturiert.

## Struktur
Die Arbeit der Fachgesellschaft wird organisiert durch das geschäftsführende Präsidium unter dem Vorsitz von Martin Scherer sowie neun Sektionen:
- Weiterbildung (Marco Roos, Augsburg)[6]
- Fortbildung (Sandra Blumenthal, Berlin)[7]
- Studium und Hochschule (Maren Ehrhardt, Hamburg)[8]
- Hausärztliche Praxis (Uwe Popert, Kassel)[9]
- Forschung (Ildikó Gágyor, Würzburg)[10]
- Prävention (Wolfgang Schneider-Rathert, Braunschweig)[11]
- Digitalisierung (Pascal Nohl-Deryk, Köln)[12]
- Klimawandel und Gesundheit (Alina Herrmann, Heidelberg)[13]
- Leitlinien und Qualitätsförderung (Jeannine Schübel, Dresden)[14]

Ferner bestehen folgende Arbeitsgruppen:
- Diabetes (Til Uebel, Ittlingen)[15]
- Famulatur (Reinhold Klein, Egenburg)[16]
- Infektiologie (Hannes Blankenfeld, München; Hanna Kaduszkiewicz, Kiel; Michael M. Kochen, Freiburg; Josef Pömsl, Kaufering)[17]
- Komplementärmedizin (Jan Valentini, Tübingen; Klaus Linde, München)[18][19]
- Mittelbau (Eva Margarete Daub, Berlin; Hannah Marie Haumann, Tübingen; Verena Leve, Düsseldorf; Kathrin Schlößler, Marburg)[20]
- Palliativmedizin (Dominik Ahlquist, Kiel)[21]
- Psychosomatik (Sven Schulz, Jena)[22]
- Soziale Gesundheit (Petra Jung, Freiburg; Claudia Mews, Hamburg; Thomas Kloppe, Hamburg)[23]
- WiForMFA (Karola Mergenthal, Frankfurt)[24]

## Sächsische Gesellschaft für Allgemeinmedizin
Die Sächsische Gesellschaft für Allgemeinmedizin (SGAM) wurde am 5. Dezember 1992 als die einzige regionale wissenschaftliche Fachgesellschaft in der DEGAM gegründet. Ziele der SGAM sind die Unterstützung von Aus-, Weiter- und Fortbildung der Hausärztinnen und Hausärzte in Sachsen, die Förderung des hausärztlichen Nachwuchses sowie die Beteiligung an der allgemeinmedizinischen Forschung.

## Leitliniengestaltung
Die Fachgesellschaft versteht sich als industrieneutral, unabhängig, kritisch und wissenschaftlich. Sie erarbeitet Behandlungsleitlinien für typische Beratungsanlässe in der allgemeinärztlichen Praxis, für die es auch patientenrelevante Versionen gibt. Bisher wurden in der Sektion Leitlinien und Qualitätsförderung (Sektionssprecherin ist Jeannine Schübel) insgesamt 15 hausarztspezifische Leitlinien der höchsten Evidenzstufe S3 erstellt. Seit Beginn der COVID-19-Pandemie stellt die DEGAM Hausärztinnen und Hausärzten regelmäßig relevante Informationen und Praxishilfen zur ambulanten Therapie von COVID-19 im Rahmen einer Living Guideline bereit, die im Dezember 2021 von S1- auf S2e-Niveau angehoben wurde.
Die Leitlinien werden auch im Rahmen des AWMF-Leitlinienprogramms veröffentlicht.

## Deutsche Stiftung für Allgemeinmedizin und Familienmedizin (DESAM)
Der DEGAM nahestehend ist die Deutsche Stiftung für Allgemeinmedizin und Familienmedizin (DESAM). Zweck der 1973 von Hausärzten gegründeten Stiftung ist es, auf dem Gebiet der Allgemeinmedizin insbesondere den Nachwuchs sowie Forschung, Aus-, Weiter- und Fortbildung zu fördern. Organe sind der Stiftungsrat und der Stiftungsvorstand. Vorsitzender des Stiftungsvorstands ist Ferdinand M. Gerlach (Frankfurt). Geschäftsführer war bis Ende 2024 Edmund Fröhlich. In Zusammenarbeit mit der DESAM und der Dr. Lothar und Martin Beyer-Stiftung schreibt die DEGAM alle zwei Jahre den Deutschen Forschungspreis für Allgemeinmedizin (Dr. Lothar und Martin Beyer-Preis) aus. Seit dem Jahr 2017 führt die DESAM das von der DEGAM initiierte Förderprogramm Nachwuchsakademie fort. Die DESAM ist weiterhin konsortialführender Projektpartner der Koordinierungsstelle für die Initiative Deutscher Forschungspraxennetze - DESAM-ForNet.

## Publikationen
Der Verein ist Herausgeber der Zeitschrift für Allgemeinmedizin (ZFA), die im Deutschen Ärzte-Verlag erscheint und deren Besonderheit darin besteht, dass sie keine Anzeigen der Pharmaindustrie enthält. Geschäftsführender Herausgeber ist Jean-François Chenot, (Greifswald).
Im September 2012 wurden auf dem DEGAM-Kongress in Rostock einstimmig 24 Zukunftspositionen unter dem Titel Allgemeinmedizin – spezialisiert auf den ganzen Menschen beschlossen.
Im September 2016 veröffentlichte die DEGAM anlässlich ihres 50-jährigen Bestehens eine Festschrift mit dem Titel Von der allgemeinen Medizin zur Allgemeinmedizin. Herausgeber war Frank H. Mader.
Vor dem Hintergrund der rasanten digitalen Entwicklungen und dem dadurch zu erwartenden veränderten Patientenverhalten publizierte die DEGAM im Juni 2021 eine Digitalstrategie für Hausärzte unter dem Titel „Chancen nutzen, Risiken minimieren“.

## Kongress für Allgemeinmedizin und Familienmedizin
Seit Gründung der Gesellschaft veranstaltet sie jährlich einen wissenschaftlichen Kongress – ohne die bei Ärztekongressen sonst übliche Ausstellung von Pharmaindustrie und Medizintechnik. Im Jahr 2020 richtete die DEGAM erstmals die WONCA Europe Conference in Berlin mit dem Thema „Core Values of Family Medicine: Threats and Opportunities“ aus, die wegen der COVID-19-Pandemie ausschließlich virtuell stattfand.

## Kooperationen
Der Verein gehört seit 1975 der Arbeitsgemeinschaft der Wissenschaftlichen Medizinischen Fachgesellschaften sowie der Weltorganisation für Allgemein- und Familienmedizin (WONCA) an. Die Gesellschaft kooperiert mit der Jungen Allgemeinmedizin Deutschland, dem Portal Deximed, der Stiftung Praxissiegel und ist mit der Gesellschaft für Hochschullehre in der Allgemeinmedizin (GHA) assoziiert. Mit dem deutschen Netzwerk für evidenzbasierte Medizin und der Deutschen Gesellschaft für Sozialmedizin und Prävention besteht eine Bürogemeinschaft in Berlin.